# Липатов, Александр Тихонович
Алекса́ндр Ти́хонович Липа́тов (3 мая 1926, с. Новый Урень, Ульяновская область, СССР — 15 июля 2014, Йошкар-Ола, Марий Эл) — советский и российский деятель науки, учёный-филолог, журналист, литератор, педагог, общественный деятель, доктор филологических наук (1991), профессор (1993). Преподавал во всех государственных вузах Республики Марий Эл: Марийском государственном педагогическом институте им. Н. К. Крупской, Марийском государственном университете и Поволжском государственном технологическом университете.

## Биография
Родился 3 мая 1926 года в селе Новый Урень Ульяновской области в семье крестьянина. Родители были репрессированы, и он шесть лет находился с ними на поселении.
В 1943 году ушёл на фронт, окончил школу снайперов, воевал в артиллерийских войсках, был военным корреспондентом в штабе командующего 1-м Белорусским фронтом, Маршала Советского Союза Г. К. Жукова.
После войны продолжил службу в рядах Советской армии — до 1957 года был кадровым офицером.
В 1957—1962 годах учился на филологическом факультете Казанского государственного университета им. В. И. Ульянова-Ленина, который закончил досрочно и с отличием.
В 1969—1972 годах обучался заочно в аспирантуре Казанского государственного университета, защитил кандидатскую диссертацию на тему «Проблемы омонимии в семантике бесприставочных глаголов современного русского языка» в сопровождении одной из первых телесъёмок.
В 1972 году переехал в Йошкар-Олу.
С августа 1973 года работал в системе высшей школы Марийской республики: был старшим преподавателем, доцентом Марийского государственного университета.
С 1986 года работал в Марийском государственном педагогическом институте им. Н. К. Крупской и по совместительству в Марийском государственном техническом университете (с 2012 года — Поволжский государственный технологический университет).
В 1990 году защитил докторскую диссертацию на тему «Семантические аспекты русской омонимии на разных языковых уровнях», а в 1993 году ему было присвоено звание профессора.
Скончался 15 июля 2014 года после тяжёлой непродолжительной болезни. Похоронен на кладбище посёлка Медведево Марий Эл.

## Научно-педагогическая деятельность
Более 30 лет А. Т. Липатов преподавал и занимался наукой в системе высшего образования во всех трёх государственных вузах Марий Эл. За это время воспитал не одно поколение студентов и аспирантов, подготовил несколько кандидатов филологических наук, в частности, был научным руководителем учёного-языковеда, кандидата филологических наук, доцента Марийского государственного университета С. А. Журавлёва.
Автор 23 монографий и более 500 научных публикаций в региональной, отечественной и зарубежной печати.
Каждая из его книг — «За гранью слова — даль», «Основы риторики», «В злате кованное слово», «Прикосновенье к тайне», «Легендарная Финноугрия», «Семантическая радуга перифраза», «Мир аббревиатур сегодня» становилась событием в жизни республики.
Признанный специалист в области общего языкознания, русистики, индоевропеистики, финно-угроведения, компаративистики, этимологии и синергетики языка. Им написаны десятки научных работ по проблемам синонимии и омонимии, двуязычия и многоязычия, аббревиации, риторики, русского сленга и др.
Его по праву считают мастером ораторского искусства и культуры речи, этому он посвятил первые книги «За гранью слова — даль», «Основы риторики», «В злате кованное слово».
Много лет осуществлял литературное редактирование научных сборников «Вавиловские чтения», «Христианское просвещение и русская культура», также редактирование художественных изданий.

Член Союза журналистов СССР с 1976 года. Автор более 60 вступительных статей к поэтическим и прозаическим сборникам, рецензий на них, многочисленных аналитических публикаций в российской и республиканской печати, статей о творчестве марийских писателей и рецензий на их произведения. Так, его перу принадлежат статьи о писателях А. Крупнякове, Л. Васильеве, поэтах С. Вишневском, М. Майне, М. Казакове, Г. Матюковском, Б. Данилове, А. Сычёве, В. Осипове-Ярча, И. Смоленцеве, Г. Калинкине, Н. Кожаеве, А. Спиридонове, А. Подольском, В. Попове, А. Хобере, Ю. Цветковой, Л. Володиной, М. Мамайкиной, Н. Буденкове, композиторе Л. Сахарове и других. Опытный и доброжелательный критик, А. Т. Липатов дал путёвку в жизнь многим поэтам и прозаикам Марийской республики. Он и сам писал стихотворения. О своём увлечении литературой и журналистикой впоследствии сам Александр Тихонович вспоминал в одном из интервью:
«Печататься в газетах начал ещё будучи учеником 4-го класса. Правда, сначала это были стихи. Их печатали в поволжской газете „Будь готов“, „Куйбышевском комсомольце“, а потом и в „Пионерской правде“. В 1940-м году, пройдя региональный поэтический отбор, был приглашен в Москву, где вместе с другими юными поэтами страны встретился с самим К. И. Чуковским. Принял он нас очень тепло, терпеливо выслушал все наши детские творения и заверил нас, что на осень 1941-го уже запланирован выход столичного сборника наших стихов. Но грянувшая война нарушила все планы: 17-летним юнцом был призван в армию, и сразу из юнкоров стал военкором, продолжая печататься в армейских газетах. А потом, с годами, журналистика стала моим профессиональным призванием».
А. Т. Липатов также много писал о развитии марийского театра, новых постановках на сценах марийского театра им. М. Шкетана и театра оперы и балета имени Э. Сапаева (первая марийская опера Э. Сапаева «Акпатыр», оперы «Паяцы» Р. Леонковалло, «Фауст» Ш. Ф. Гуно, оперетты «Весёлая вдова» Ф. Легара, «Севильский цирюльник» Д. Россини, «Конкурс красоты», балеты «Жить хорошо» А. Бедычева, первый национальный балет «Лесная легенда» и «Прерванный праздник» А. Луппова, «Ангара» А. Эшпая, «Лебединое озеро» и «Щелкунчик» П. Чайковского, пьесы «Табачный капитан» В. Щербачёва, «Не было ни гроша…» А. Островского, спектакли «Требуется героиня», «Земной поклон» по драме М. Сторожевой, мюзикл А. Эшпая «Любить воспрещается» и др.), а также о гастролях приезжих театров.
Был знаком со многими известными людьми своего времени: служил под началом маршала Г. К. Жукова, вживую слушал речь У. Черчилля, был на личном приёме у генсека ЦК КПСС Л. И. Брежнева, общался с М. И. Калининым, К. Чуковским, П. Бажовым, М. Зощенко, Л. Леоновым.
Липатов считал «Велесову книгу» подлинным источником. В составе коллектива авторов под руководством биохимика А. А. Клёсова (создателя «ДНК-генеалогии», признанной специалистами псевдонаучной) он принял участие в подготовке издания «Экспертиза Велесовой книги: История, лингвистика, ДНК-генеалогия». Липатов писал, что славяне и другие индоевропейцы имеют «арийское» происхождение, и «Велесова книга» подтверждает общность «славяно-арийских» корней.

## Научные труды
Учебники и учебные пособия:
- Мир аббревиатур сегодня. Новые лексико-семантические и грамматические тенденции в области словосократительства: теоретические основы спецкурса; учебное пособие. Йошкар-Ола, 2007. — 136 с.
- Основы риторики: книга для чтения. Учащимся старших классов школ, лицеев, гимназий, колледжей. Йошкар-Ола, 1998. — 288 с.

Монографии и главы в монографиях, сборниках научных трудов:
- За гранью слова — даль. Йошкар-Ола, 1979. — 208 с.
- Основы риторики: книга для чтения. Йошкар-Ола, 1998. — 288 с.
- В злате кованое слово: этюды о тайнах, красоте, силе и мудрости слова. Йошкар-Ола, 2002. — 256 с.
- Прикосновенье к тайне: преданья старины глубокой. Йошкар-Ола, 2002. — 240 с.
- Легендарная Финноугрия: поиски изначальной прародины финно-угорского этноса. Йошкар-Ола, 2005. — 68 с.
- Семантическая радуга перифраза: от Пушкина до Шолохова. Йошкар-Ола, 2006. — 224 с.
- Мир аббревиатур сегодня: Новые лексико-семантические и грамматические тенденции в области словосократительства. Теоретические основы спецкурса: учебное пособие. — Йошкар-Ола, 2007. — 136 с.
- Региональный словарь русской субстандартной лексики: Йошкар-Ола. Республика Марий Эл. — М.: Элпис, 2009. — 287 с. (в соавторстве с С. А. Журавлёвым).
- О сленге замолвите слово: сленг в зеркале социолектики: монография. — Йошкар-Ола: изд-во Марийского государственного университета, 2009. — 148 с.
- Сленг как проблема социолектики: монография М.: ЭЛПИС, 2010. −318 с.
- Риторика нашего времени. Теория и практика речевой коммуникации: монография. Йошкар-Ола: изд-во Марийского государственного университета, 2010. — 556 с.
- Риторика в зеркале времени. М.: ЭЛПИС, 2011. — 383 с.
- Слово, сотканное жизнью. Сказанья о тайнах, красоте, силе и мудрости слова. — Йошкар-Ола: Марийское книжное издательство, 2011. — 272 с.
- Взбудораженная магия слова и чувств: Текстообразующие и изобразительно-выразительные средства художественной прозы Ильи Сургучева: монография. Ставрополь — Йошкар-Ола: Графа, 2011. — 180 с.
- «Мы все говорим телеграф-языком…»: Мир аббревиатур вчера, сегодня, завтра: монография. Йошкар-Ола, 2011. — 204 с.
- Мы все говорим телеграф-языком: мир словосократительства и аббревиации вчера, сегодня, завтра. -Saarbrǘcken: LAP — Lambert Academic Publishing, 2012. — 196 с.
- Свои слова у времени любого: сленг в системе социолектики. — Saarbrǘcken: Palmarium Academic Publishing, 2012. — 176 с.
- За гранью слова — даль. Москва: Букинистъ, 2010. — 212 с. [Букинистическое издание].
- Где ты, колыбель человечества? Поиски изначальной прародины индоевропейцев и финно-угров. Йошкар-Ола: изд-во Мар.гос.ун-та, 2012. −159 с.
- Риторика нашего времени. Теория и практика речевой коммуникации: монография. Saarbrǘcken: Palmarium Academic Publishing, 2012. — 476 c.
- Семантическая радуга перифраза. Метафористика в русской поэзии и прозе XIX—XX веков: монография. Йошкар-Ола 2012. 236 с.

## Общественная деятельность
- Участник разработки Конституции Республики Марий Эл и Закона «О языках в Республике Марий Эл».
- Постоянный член Правительственной комиссии по реализации Концепции государственной национальной политики Республики Марий Эл и Комиссии по государственным языкам Республики Марий Эл при Правительстве Республики Марий Эл.
- Один из учредителей Республиканского литературно-художественного объединения «Патриот», председатель Ассоциации «Гражданский литературный форум». Выпустил за время работы литературного объединения «Патриот» 9 научных и художественно-публицистических книг, к 20 сборникам членов литобъединения им были написаны вступительные статьи.

## Звания, награды
- Заслуженный деятель науки Марийской АССР (1986)
- Почётный работник высшего профессионального образования Российской Федерации (2006)
- Почётный профессор Марийского государственного университета (2014)
- Орден Красной Звезды (30.12.1956)[13]
- Медаль «За победу над Германией в Великой Отечественной войне 1941—1945 гг.» (9.5.1945)[14]
- Медаль «За боевые заслуги» (5.11.1954)[15]
- Юбилейные медали Победы в Великой Отечественной войне 1941—1945 гг.
- Юбилейная медаль «За доблестный труд. В ознаменование 100-летия со дня рождения Владимира Ильича Ленина» (9.7.1976)
- Медаль «За трудовое отличие»
- Медаль «Ветеран труда»

## Память

Мемориальная доска доктору филологических наук, профессору Александру Тихоновичу Липатову на доме, где он жил и работал (г. Йошкар-Ола, ул. Советская, 105)

- Мемориальная доска доктору филологических наук, профессору Александру Тихоновичу Липатову на доме, где он жил и работал (г. Йошкар-Ола, ул. Советская, 105)25 мая 2015 года, в День филолога, в Йошкар-Оле была открыта мемориальная доска на доме по ул. Советская, 105, где Александр Тихонович жил и работал последние годы[16].
- 25 апреля 2016 года в Национальном музее Республики Марий Эл имени Т. Евсеева состоялось открытие выставки «Рыцарь слова», приуроченной к 90-летию со дня рождения профессора А. Т. Липатова[17].
- 27—28 апреля 2016 года на базе Марийского государственного университета состоялась Межрегиональная научная конференция «Знание. Слово. Культура», посвящённая 90-летию со дня рождения профессора А. Т. Липатова и 85-летию со дня основания университета[18].